# Oscar Mason
Oscar Mason (Varese, 25 maggio 1975) è un ex ciclista su strada italiano, professionista dal 1998 al 2005.

## Palmarès
- 1997

1ª tappa Triptyque Ardennais (Malmedy)
4ª tappa Triptyque Ardennais (Trois-Ponts)
Classifica generale Giro d'Italia dilettanti
Gran Premio Palio del Recioto
Campionati italiani, Prova in linea Under-23
- 2003

Giro d'Abruzzo

## Piazzamenti

### Grandi Giri
- Giro d'Italia

1998: ritirato
1999: 25º
2002: 56º
2003: non partito (11ª tappa)
2004: 30º
- Vuelta a España

2003: non partito (4ª tappa)
2005: non partito (4ª tappa)

### Classiche monumento
- Milano-Sanremo

1998: 52º
- Liegi-Bastogne-Liegi

2000: 47º
2003: 38º